# 반론권
반론권 내지 반론보도청구권(right of reply)이라 함은 정기간행물이나 방송 등에서 공표된 사실적 주장에 의하여 피해를 입은 자가 발행인이나 방송사업자에게 서면으로 반론보도문을 게재해 주거나 반론보도를 방송해 줄 것을 청구할 수 있는 권리를 말한다. 이는 정정 보도나 추후 보도와는 다른데, 정정 보도는 보도 내용이 사실과 달라 잘못된 사실을 바로잡는 것이며, 추후 보도는 형사상의 조치를 받은 것으로 보도된 당사자의 무혐의나 무죄 판결에 대한 내용을 보도해 주는 것이다.
반론권 제도는 세계적으로 30여국에서 시행되고 있는데, 우리 나라는 의견에도 반론권을 적용하는 프랑스식 모델이 아닌 사실적 주장에만 반론권을 부여하는 독일식 모델을 따른다. 이는 언론중재위원회를 통해 행사될 수 있다.